# Yukijirō Hotaru
Yukijirō Hotaru (螢雪次朗, Hotaru Yukijirō) (né le 27 août 1951) est un acteur japonais.

## Filmographie partielle

### Cinéma
- 1986 : Sexy Battle Girls
- 1986 : Cinq secondes avant l'extase (タイム・アバンチュール 絶頂５秒前, Taimu abanchūru: Zecchō 5-byō mae?) de Yōjirō Takita
- 1987 : Itoshino Half Moon
- 1988 : Ogenki kurinikku: Tatte moraimasu aka Welcome to the Ogenki Clinic
- 1988 : Subway Serial Rape: Lover Hunting
- 1991 : Zeiram
- 1995 : Aiyoku Shūdōin: Jukujo, Chijo, Seijo
- 1995 : Gamera : Gardien de l'Univers
- 1995 : Mechanical Violator Hakaider
- 1996 : The Bondage Master
- 1997 : Cure (キュア, Kyua) de Kiyoshi Kurosawa
- 1997 : Jukujo no Sasoijiru: Nanbon de Mohoshii
- 1999 : Gamera 3: The Revenge of Iris
- 2001 : Mourning Wife
- 2001 : Porisu
- 2001 : Stacy: Attack of the Schoolgirl Zombies
- 2002 : Molester's Bus 2: Heat of the Over Thirty
- 2003 : The Glamorous Life of Sachiko Hanai
- 2005 : Ashurajō no Hitomi
- 2005 : Deep Sea Monster Reigo
- 2006 : The Inugamis
- 2006 : Garo Special: Byakuya no Maju
- 2006 : The iDol
- 2007 : A Tale of Mari and Three Puppies
- 2008 : Climber's High (クライマーズ・ハイ, Kuraimāzu hai?) de Masato Harada : Jo Oimura

### Télévision
- 2005 - 2006 : Garo (série TV, 2005–2006)
- 2009 : Tenchijin (TV series, 2009)
- 2011 - 2012 : Garo: Makai Senki (série TV, 2011/2012)